# 復活號潛艇
復活號（Resurgam，拉丁语： 我將再次崛起 ）指的是一艘早期的維多利亞時代潛艇（復活二號）及其原型（復活一號），由喬治·加勒特（George Garrett）牧師於英國設計和建造，用於穿越放置在船體周圍的鍊網，以免受魚雷船的攻擊。

## 復活一號
第一艘復活號（Resurgam I）建造於1878 年，長5公尺，是一艘由單人操作的艦艇，因其外形而被暱稱為「助理牧師的蛋」。該潛艇為加勒特設計的原型，尺寸為設計的三分之一。

## 復活二號

### 建造

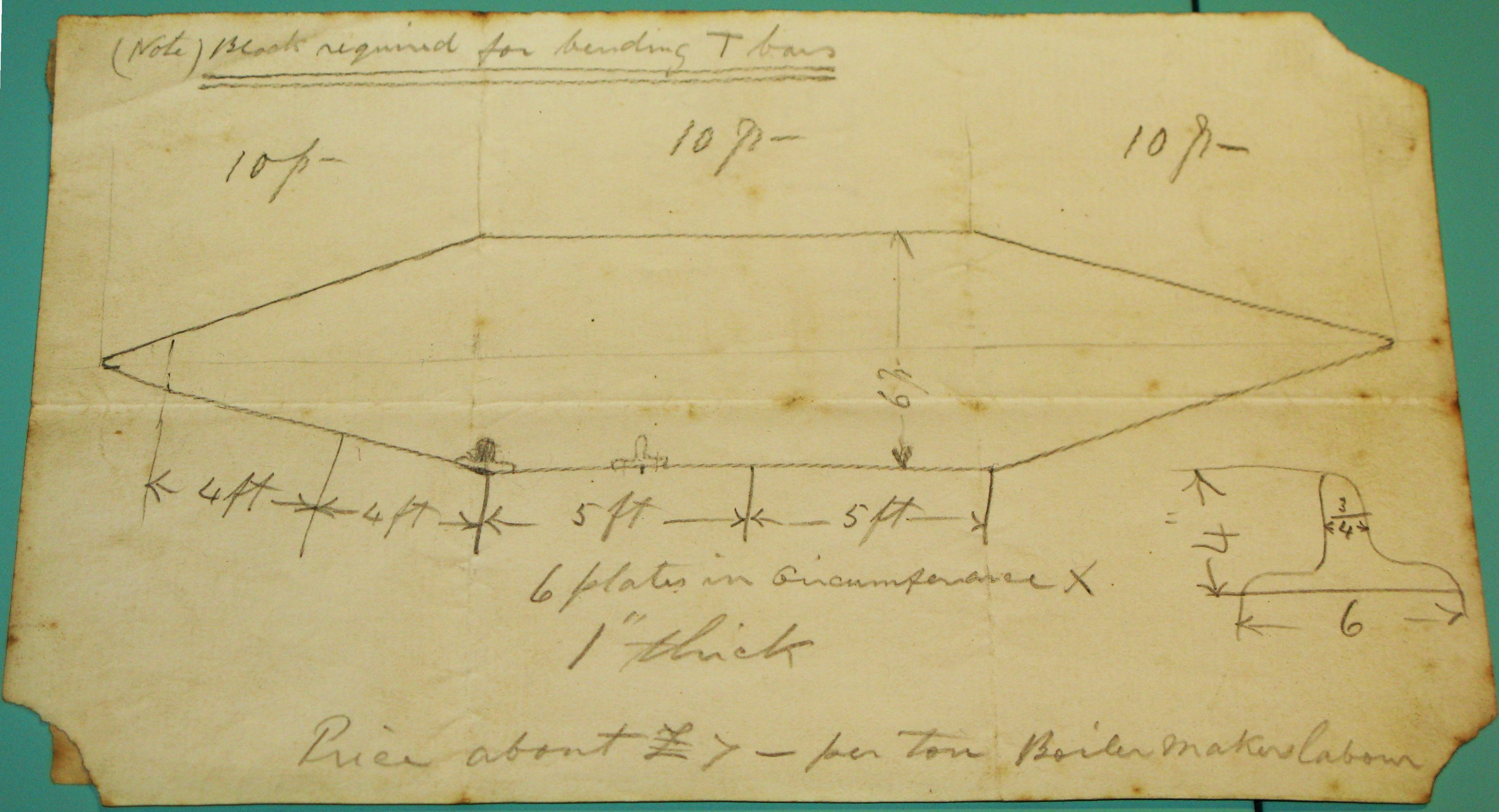
喬治·加勒特繪製的復活號設計草圖

第二艘復活號（Resurgam II）由柯克蘭公司（Cochran & Co. ）在伯肯黑德建造 ，並於1879年 11月26日下水。該潛艇是將鐵板固定在鐵框架上來建造，船體中央部分以木材覆蓋，以鐵帶加以固定。竣工時長45英呎（14公尺），直徑為10英呎（3公尺），重30長噸（30噸），船員有三人。該潛艇由一台封閉循環蒸汽引擎提供動力，這種引擎的專利最早於1872年由美國工程師埃米爾·萊姆（Emile Lamm）取得，所提供的蒸汽足以使單一螺旋槳運轉長達四小時。其被設計為具有正浮力，透過船體中部的一對水平舵（hydroplane）控制潛水。當時的造價為1538英鎊。
試航在沃勒西的東側浮泊區（East Float）舉行，加勒特後來的搭檔托斯頓·諾登費爾特也是觀眾。試航成功後，按照計劃，復活號應依靠自己的力量從伯肯黑德前往朴茨茅斯，向英國皇家海軍演示。

### 損失
1879年12月10日，復活號出發前往朴茨茅斯，復活號的船員由加勒特、傑克森（船長）和普萊斯（工程師）組成。然而，在航行過程中因機械故障導致船員停靠在萊爾的福特港維修。完成維修並經過試驗後，船員們於1880年2月24日晚上在強風中起航，加勒特購買了蒸汽遊艇艾爾芬號（Elphin）作為潛艇母艦拖曳。艾爾芬號的引擎出現問題，復活號的船員到艾爾芬號上幫忙。由於復活號的入口艙口無法從外部鎖緊而開始進水，拖繩在重量增加下斷裂，因此復活號於1880年2月25日沉没於萊爾附近的利物浦灣。

### 發現殘骸
多年來，復活號的確切位置一直是個謎。1995年，一名經驗豐富的沉船潛水員Keith Hurley在試圖清理被纏住的漁網時找到了復活號，其位於水深約18公尺處。1996年7月4日，復活號根據1973 年訂定的《沉船保護法》（the Protection of Wrecks Act）被指定為受保護的沉船編號42。沉船位於WikiMiniAtlas的坐標53°23.78′N 03°33.18′W / 53.39633°N 3.55300°W，覆蓋了半徑為900英尺（約270米）的區域。
復活號的船身有部分受損但依然完整，不過面臨非法潛水和拖網捕撈的風險。自發現後，控制塔的舵輪已損毀，可攜式物品也已遺失。

## 複製品
該潛艇的複製品是由伯肯黑德的梅爾·萊爾德造船廠（Cammell Laird shipyard）附屬的 AMARC 訓練學院的實習生於1996-97年建造，1997年3月在伯肯黑德的伍德賽德渡輪碼頭展出。
由于年久失修，该复制品于 2009 年由西北海事与工程学院的学生进行了翻新。

## 註記
1. ↑  Delgado, James P.; Cussler, Clive. . Bloomsbury. 2010: 78.
2. ↑  . Old Merseytimes.   [13 August 2017]. （原始内容存档于2023-09-24）.
3. ↑  . E. Chambré Hardman Archive.   [2009-10-17]. （原始内容存档于22 February 2012）.
4. ↑  Jones p127
5. ↑  Jones p139